# Vecchio Mondo

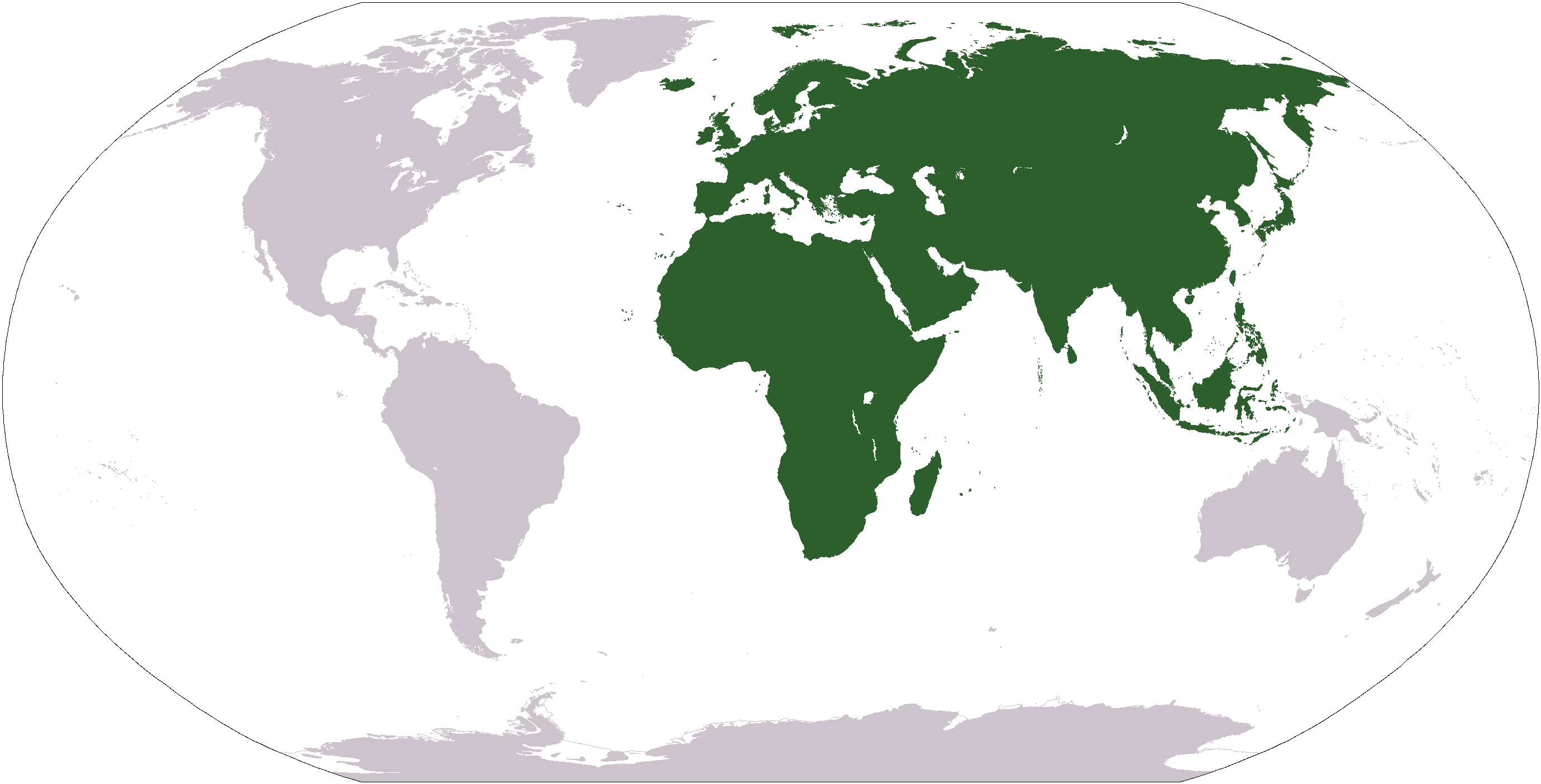
     Vecchio Mondo

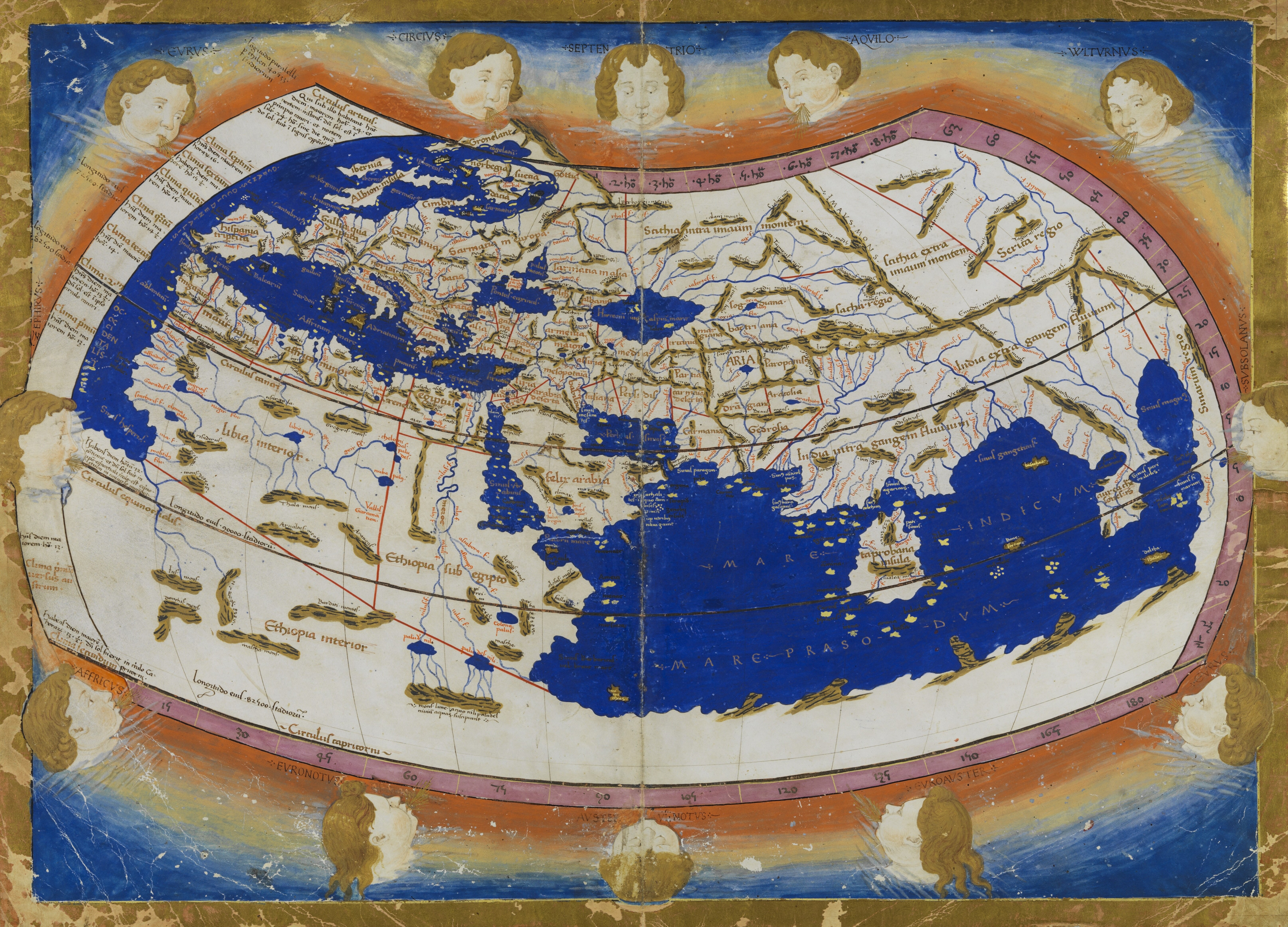
Mappa del "Vecchio Mondo" (la mappa del mondo di Tolomeo in una copia del XV secolo)

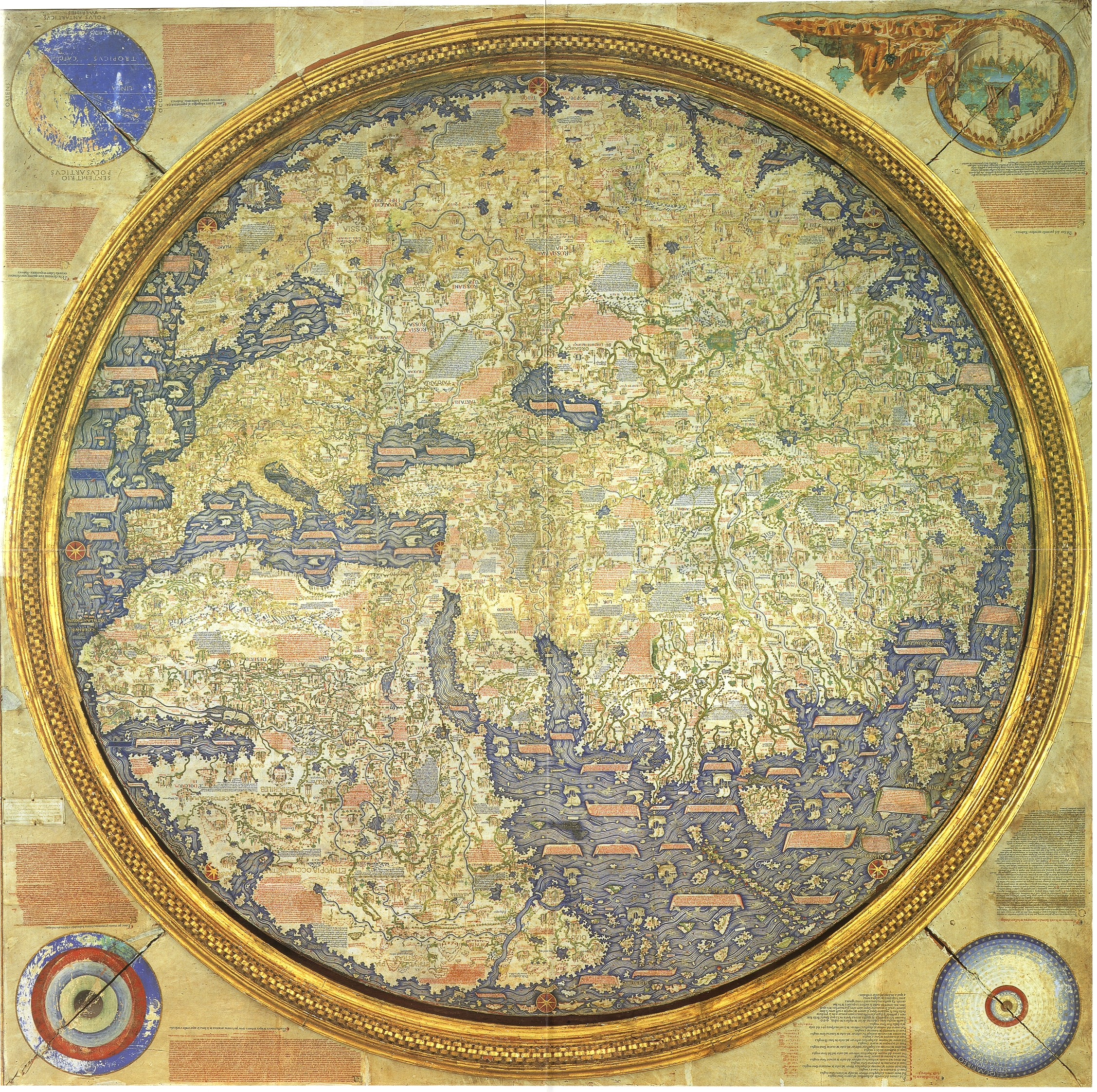
Cartina del "Vecchio Mondo" eseguita da Fra Mauro nel 1459, prima della scoperta dell'America

Con le espressioni Vecchio Mondo e Continente Antico ci si riferisce a quelle parti della Terra note agli europei prima dei viaggi di Cristoforo Colombo; esse includono Europa, Africa e Asia (collettivamente chiamate anche Eurafrasia), e le isole circostanti. Il termine viene usato in contrapposizione con "Nuovo Mondo", con cui si indicano le Americhe.
Anche se le parti interne di Asia e Africa non erano ben note agli europei dell'epoca, la loro esistenza era nota, fino al Giappone e al Sudafrica, sono quindi considerate Vecchio Mondo. L'Oceania e Antartide non sono definite né come Vecchio Mondo né come Nuovo Mondo; per l'Oceania si usa il termine "Continente Nuovissimo".
Attualmente la contrapposizione Vecchio Mondo-Nuovo Mondo è usata soprattutto in biologia, in quanto la prolungata separazione geografica fra i due ha fortemente influenzato l'evoluzione delle specie viventi (ad esempio avvoltoi del Vecchio Mondo contro avvoltoi del Nuovo Mondo, o scimmie del Vecchio Mondo contro scimmie del Nuovo Mondo).